# Risto Näätänen
Risto Kalervo Näätänen, född 14 juni 1939 i Helsingfors, död 5 oktober 2023, var en finländsk psykolog och forskare inom neurovetenskap.
Näätänen var professor vid Helsingfors universitet 1975–1999, och var en av ett fåtal forskare som tilldelats en permanent professur vid Finlands Akademi. Han ledde Helsingfors hjärnforskningscentrum, BioMag-laboratoriet vid Helsingfors universitetscentralsjukhus, 2001–2007 och gick därefter i pension.
Näätänens forskningsområde har varit hörselsinnet och till hörseln kopplad informationsbehandling, perception och uppmärksamhet. Han har upptäckt två nya elektrofysiska hjärnresponser, varav mismatch negativity har blivit föremål för mycket uppmärksamhet från andra forskare.
Näätänen var ledamot av Finska Vetenskapsakademien och invaldes 2007 som utländsk ledamot av Kungliga Vetenskapsakademien.